# Tour du Portugal féminin
Le Tour du Portugal féminin (Volta a Portugal Feminina en portugal) est une course cycliste sur route féminine, disputée au Portugal. Elle a lieu depuis 2022, où elle est classée par l'UCI en 2.2.
Cette course par étapes est lancée en 2021 et fait partie du calendrier national du Portugal jusqu'en 2023. Sa première édition a lieu en septembre 2021, au départ de Cacilhas, reproduisant le départ du premier Tour du Portugal masculin, en 1927. 84 cyclistes sont au départ et 61 à l'arrivée. La deuxième édition a lieu en 2022, cette fois en juin, avec une augmentation du nombre d'équipes et d'athlètes participants, atteignant près d'une centaine parmi les 17 équipes (10 portugaises et 7 étrangères). En 2023, la course voit sa date décalée au mois de septembre en raison de l'organisation des Journées Mondiales de la Jeunesse, une autre étape étant ajoutée par rapport aux éditions précédentes.
La course est inscrite au calendrier des courses UCI depuis 2024. Elle est classée dans la catégorie 2.2 et elle porte le nom de son sponsor Cofidis dans son appellation officielle.

## Palmarès
| Année | Vainqueur        | Deuxième      | Troisième         |
| ----- | ---------------- | ------------- | ----------------- |
| 2021  | Raquel Queiros   | Sofia Gomes   | Iris Gomez        |
| 2022  | Nathalie Eklund  | Mireia Benito | Vera Vilaca       |
| 2023  | Valeria Valgonen | Miryam Núñez  | Marina Garau Roca |
| 2024  | India Grangier   | Titia Ryo     | Daniela Campos    |
| 2025  |                  |               |                   |